# Painkiller Jane (Fernsehserie)/Episodenliste
Die Liste der Painkiller-Jane-Episoden umfasst alle Episoden der kanadisch-US-amerikanischen Action-Fernsehserie Painkiller Jane sortiert nach der Erstausstrahlung in Kanada und den Vereinigten Staaten. Die Serie umfasst eine Staffel mit 22 Folgen.

## Staffel 1
Die Erstausstrahlung erste Staffel wurde vom 13. April bis zum 21. September 2007 auf dem US-amerikanischen Sender SciFi-Channel und dem kanadischen Sender Global Television Network gesendet. Die deutschsprachige Erstausstrahlung wurde vom 12. Januar bis zum 17. Februar 2009 auf dem deutschen Pay-TV-Sender SciFi gesendet.
| Nr. (ges.) | Nr. (St.) | Deutscher Titel       | Originaltitel                       | Erstausstrahlung USA/CAN | Deutschsprachige Erstausstrahlung (D) | Regie            | Drehbuch                                         |
| --- | --------- | --------------------- | ----------------------------------- | ------------------------ | ------------------------------------- | ---------------- | ------------------------------------------------ |
| 1 | 1         | Totale Kontrolle      | Pilot                               | 13. Apr. 2007            | 12. Jan. 2009                         | Nick Copus       | Gil Grant                                        |
| Jane Vasco und Maureen Bowers, zwei D.E.A.-Agentinnen, sehen einen Drogendeal und wollen die beteiligten Personen verhaften. Jane verfolgt André McBride und steht plötzlich dem dreifachen André gegenüber. Sie entdeckt die falschen McBrides, weil sich bei einem der Schatten bewegt, die Person aber nicht. Daraufhin will André Jane in seinem Team, aber Jane lehnt ab, folgt aber André in sein Hauptquartier. Danach wird Jane in Andrés Team versetzt, und sie nimmt an, weil sie ansonsten eine Anzeige wegen Drogenbesitzes bekommt. Das Team sucht nach minderwertigen Drogen, die von Vonotek hergestellt werden: Hauptverdächtiger ist Randall Hyde, Sicherheitschef von Vonotek. Also werden Jane Vasco und Steve Ford bei Vonotek eingeschleust. Sie verfolgen Hyde in den 46. Stock und Steve gerät unter die Kontrolle eines Neuros. Steve stürzt sich auf Jane und gemeinsam stürzen sie aus einem Fenster und 46 Stockwerke in die Tiefe. Im Leichenwagen kommt Jane wieder zu sich. Schwerverletzt torkelt sie ins Hauptquartier und bricht dort zusammen. Als sie wieder zu sich kommt, hat sie keine Verletzungen mehr. Sie geht nach Hause, wo Maureen auf sie wartet und ihr erzählt, dass sie Andre ausspioniert hat. Deshalb wird auch Maureen von André rekrutiert und bei Vonotek eingeschleust. Über die Interkom-Sets, die jeder Angestellter trägt, bekommt Randall Hydes Assistentin, die die Schaltzentrale betreut, Kontrolle über die Personen. So bekommt sie auch Kontrolle über Maureen, die daraufhin versucht sich aus dem Fenster zu stürzen. Deshalb nehmen André und Jane Kontakt zu Maureen auf und können den Sturz gerade verhindern. Hydes Assistentin, die merkt, dass sie enttarnt ist, flieht in ein Polizeirevier und bringt die Polizisten unter ihre Kontrolle. Jane geht durch die Reihen der Polizisten, während diese auf sie schießen, und chipt Hydes Assistentin. |           |                       |                                     |                          |                                       |                  |                                                  |
| 2 | 2         | Kriegsspiele          | Toy Soldiers                        | 20. Apr. 2007            | 13. Jan. 2009                         | Michael Robison  | Lawrence Hertzog                                 |
| 3 | 3         | Wissensdiebe          | Piece of Mind                       | 27. Apr. 2007            | 14. Jan. 2009                         | Michael Robison  | Charles Heit                                     |
| 4 | 4         | Blick in die Zukunft  | Catch Me If You Can                 | 4. Mai 2007              | 15. Jan. 2009                         | Farhad Mann      | Lisa Klink                                       |
| 5 | 5         | Haus der Angst        | Nothing to Fear But Fear Itself     | 11. Mai 2007             | 19. Jan. 2009                         | Matthew Hastings | Lawrence Hertzog                                 |
| 6 | 6         | Albträume             | Breakdown                           | 18. Mai 2007             | 20. Jan. 2009                         | William Waring   | Lisa Klink                                       |
| 7 | 7         | Lynchjustiz           | Higher Court                        | 1. Juni 2007             | 21. Jan. 2009                         | Matthew Hastings | Gillian Horvath                                  |
| 8 | 8         | Die Behandlung        | Friendly Fire                       | 8. Juni 2007             | 22. Jan. 2009                         | David Tennant    | Gillian Horvath                                  |
| 9 | 9         | Der Feuerteufel       | Trial by Fire                       | 15. Juni 2007            | 26. Jan. 2009                         | J. B. Sugar      | Lawrence Hertzog                                 |
| 10 | 10        | Ewige Jugend          | Portraits of Lauren Gray            | 22. Juni 2007            | 27. Jan. 2009                         | Peter DeLuise    | Robert Gilmer                                    |
| 11 | 11        | Mörderische Maschinen | Ghost in the Machine                | 29. Juni 2007            | 28. Jan. 2009                         | Brent Clackson   | Gillian Horvath                                  |
| 12 | 12        | Stadt im Glück        | Something Nasty in the Neighborhood | 6. Juli 2007             | 29. Jan. 2009                         | Michael Robison  | Lawrence Hertzog                                 |
| 13 | 13        | Die Liga der Fünf     | The League                          | 13. Juli 2007            | 2. Feb. 2009                          | Paul Ziller      | Jimmy Palmiotti                                  |
| 14 | 14        | Palast der Magier     | The Amazing Howie                   | 20. Juli 2007            | 3. Feb. 2009                          | Matthew Hastings | Lisa Klink                                       |
| 15 | 15        | Der Heiler            | The Healer                          | 27. Juli 2007            | 4. Feb. 2009                          | Michael Robison  | Handlung: Frank Lupo Schauspiel: Charles Holland |
| 16 | 16        | Janes Vermächtnis     | Thanks for the Memories             | 3. Aug. 2007             | 5. Feb. 2009                          | Michael Robison  | Charles Heit                                     |
| 17 | 17        | Zurück auf Anfang     | Playback                            | 17. Aug. 2007            | 9. Feb. 2009                          | Matthew Hastings | Frank Cardea & George Schenck                    |
| 18 | 18        | Jane 113              | Jane 113                            | 24. Aug. 2007            | 10. Feb. 2009                         | Peter DeLuise    | Lawrence Hertzog                                 |
| 19 | 19        | Der grüne Sektor      | What Lies Beneath                   | 31. Aug. 2007            | 11. Feb. 2009                         | Matthew Hastings | Mike Goldberg                                    |
| 20 | 20        | Die Bestie von Bolnar | The Beast of Bolnar                 | 7. Sep. 2007             | 12. Feb. 2009                         | Farhad Mann      | Charles Holland                                  |
| 21 | 21        | Für immer vereint     | Reflections                         | 14. Sep. 2007            | 16. Feb. 2009                         | Matthew Hastings | Matthew Carpenter                                |
| 22 | 22        | Auf verlorenem Posten | Endgame                             | 21. Sep. 2007            | 17. Feb. 2009                         | Farhad Mann      | Gil Grant                                        |